# Appeville
Appeville är en kommun i departementet Manche i regionen Normandie i norra Frankrike. Kommunen ligger i kantonen La Haye-du-Puits som tillhör arrondissementet Coutances. År 2022 hade Appeville 193 invånare.

## Befolkningsutveckling
Antalet invånare i kommunen Appeville
| Referens: INSEE |